# Ducati Motor Holding S.p.A.
Ducati Motor Holding S.p.A. là bộ phận sản xuất xe máy của công ty Ducati của Ý, có trụ sở tại Bologna, Ý. Công ty thuộc sở hữu của nhà sản xuất ô tô Đức của Đức thông qua công ty con Lamborghini của Ý, thuộc sở hữu của Tập đoàn Volkswagen.

## Lịch sử
Năm 1926, ông Antonio Cavalieri Ducati và ba người con trai của ông, Adriano, Marcello, và Bruno Cavalieri Ducati đã thành lập Đài phát thanh SOCà Khoa học Brevetti Ducati ở Bologna để sản xuất ống chân không, bình ngưng và các thành phần vô tuyến khác. Năm 1935, họ đã trở nên đủ thành công để cho phép xây dựng một nhà máy mới ở khu vực Borgo Panigale của thành phố. Việc sản xuất được duy trì trong Thế chiến II, mặc dù nhà máy Ducati là mục tiêu lặp đi lặp lại của ném bom Đồng minh. 

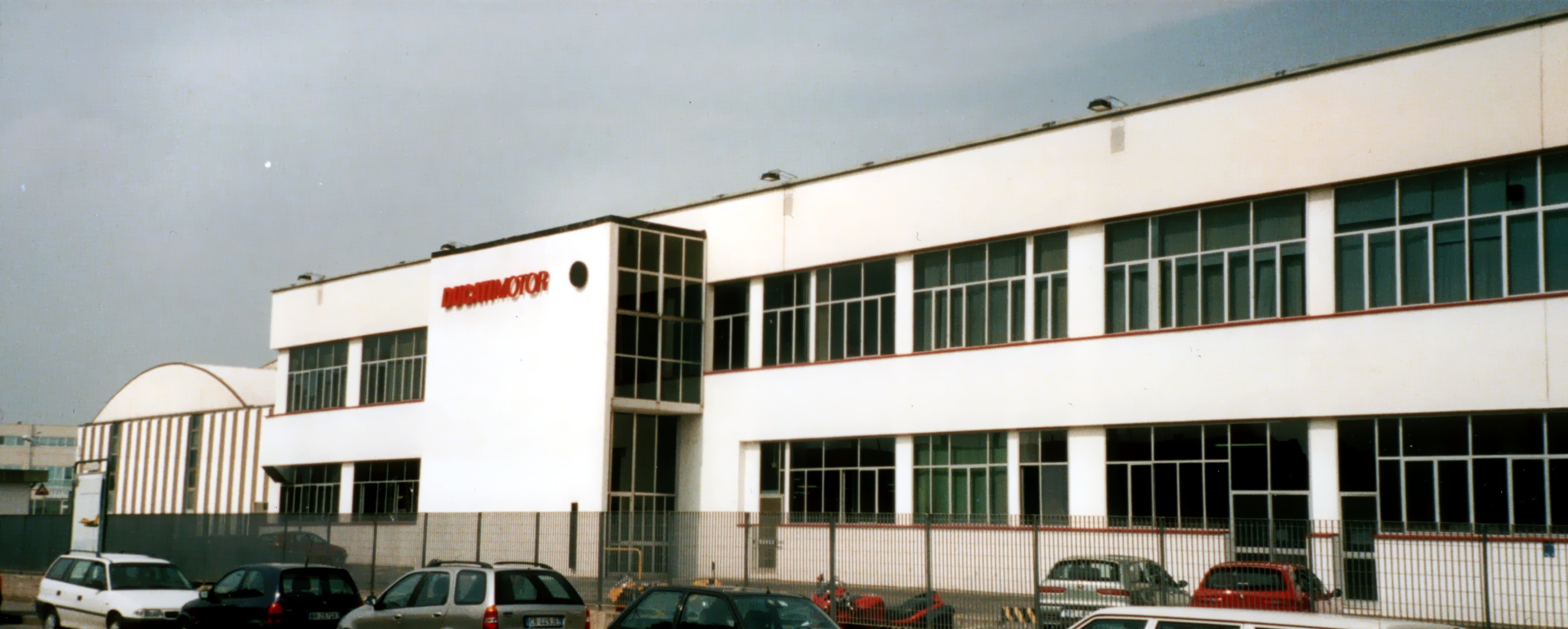
Nhà máy Ducati

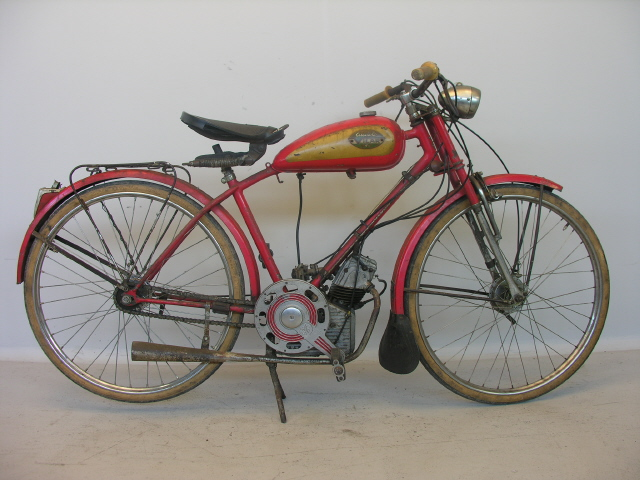
Ducati "Cucciolo", 1950

Trong khi đó, tại công ty nhỏ của Thổ Nhĩ Kỳ SIATA (Societa Italiana per Applicazioni Tecniche Auto-Aviatorie), Aldo Farinelli bắt đầu phát triển một động cơ đẩy nhỏ để gắn trên xe đạp. Gần một tháng sau ngày giải phóng chính thức của Ý vào năm 1944, SIATA tuyên bố ý định bán động cơ này, được gọi là "Cucciolo" (tiếng Ý có nghĩa là "cún con", liên quan đến âm thanh ống xả đặc biệt) cho công chúng. Cucciolos đầu tiên có sẵn một mình, được gắn trên xe đạp tiêu chuẩn, bởi người mua; tuy nhiên, các doanh nhân đã sớm mua các động cơ nhỏ với số lượng lớn và cung cấp các đơn vị xe máy hoàn chỉnh để bán.
Năm 1950, sau hơn 200.000 chiếc Cucciolos đã được bán, hợp tác với SIATA, công ty Ducati cuối cùng đã cung cấp chiếc xe máy dựa trên Cucciolo của riêng mình. Chiếc xe máy Ducati đầu tiên này là 48 chiếc   cc xe đạp nặng 98 pound (44 kg), với tốc độ tối đa 40 mph (64 km/h) và có 15 mm (0,59 inch) chỉ dưới 200 mpg‑Mỹ (1,2 L/100 km; 240 mpg‑Anh). Ducati sớm bỏ tên Cucciolo để ủng hộ "55M" và "65TL". 

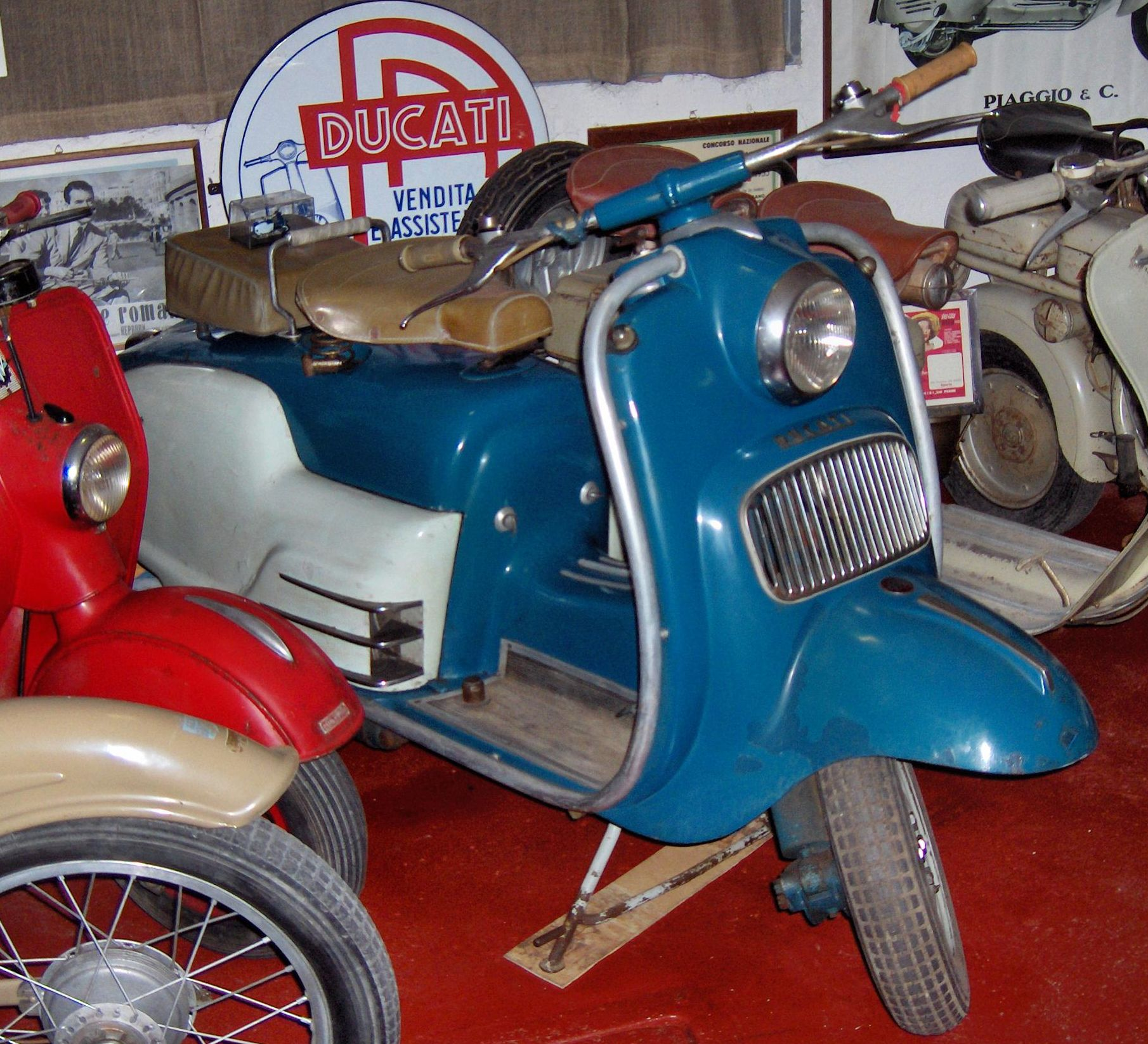
Ducati 175 Cruiser, 1952

Ducati Mach 1

Khi thị trường chuyển sang các xe máy lớn hơn, ban lãnh đạo Ducati đã quyết định phản hồi, tạo ấn tượng tại một triển lãm Milan đầu năm 1952, giới thiệu chu kỳ 65TS và Cruiser (một chiếc xe máy bốn thì). Mặc dù được mô tả là cỗ máy mới thú vị nhất tại triển lãm năm 1952, nhưng Cruiser không thành công lớn và chỉ vài nghìn chiếc được sản xuất trong khoảng thời gian hai năm trước khi mẫu này ngừng sản xuất.
Năm 1953, ban lãnh đạo đã chia công ty thành hai thực thể riêng biệt, Ducati Meccanica SpA và Ducati Elettronica, để thừa nhận các dòng sản phẩm xe máy và điện tử phân kỳ. Tiến sĩ Giuseppe Montano đã đảm nhiệm vị trí người đứng đầu Ducati Meccanica SpA và nhà máy Borgo Panigale được hiện đại hóa với sự hỗ trợ của chính phủ. Đến năm 1954, Ducati Meccanica SpA đã tăng sản lượng lên 120 chiếc mỗi ngày.
Vào những năm 1960, Ducati đã giành được vị trí trong lịch sử xe máy bằng cách sản xuất 250 chiếc nhanh nhất   cc xe đạp đường có sẵn, Mach 1. Vào những năm 1970, Ducati bắt đầu sản xuất những chiếc mô tô V-Twin phân khối lớn vào năm 1973, đã phát hành một chiếc V-Twin với thiết kế van khử lưu lượng thương hiệu. Năm 1985, Cagiva đã mua Ducati và lên kế hoạch chống lại những chiếc xe máy Ducati với tên gọi "Cagiva". Vào thời điểm mua hàng hoàn tất, Cagiva vẫn giữ tên "Ducati" trên xe máy của mình. Mười một năm sau, vào năm 1996, Cagiva đã chấp nhận lời đề nghị từ Texas Pacific Group và bán 51% cổ phần của công ty với giá 325 triệu USD; sau đó, vào năm 1998, Texas Pacific Group đã mua phần lớn 49% còn lại để trở thành chủ sở hữu duy nhất của Ducati. Năm 1999, TPG đã phát hành đợt chào bán cổ phiếu lần đầu ra công chúng và đổi tên thành công ty "Ducati Motor Holding SpA". TPG đã bán hơn 65% cổ phần của mình tại Ducati, khiến TPG trở thành cổ đông lớn. Vào tháng 12 năm 2005, Ducati trở lại quyền sở hữu của Ý với việc bán cổ phần của Texas Pacific (trừ một cổ phần) cho Investindustrial Holdings, quỹ đầu tư của Carlo và Andrea Bonomi.
Vào tháng 4 năm 2012, công ty con của Tập đoàn Audi của Volkswagen đã công bố ý định mua Ducati với giá € 860 triệu (US $ 1,2 tỷ). Chủ tịch của Volkswagen, Ferdinand Piëch, một người đam mê xe máy, từ lâu đã thèm muốn Ducati, và đã hối hận vì đã từ bỏ cơ hội mua công ty từ chính phủ Ý vào năm 1984. Các nhà phân tích nghi ngờ một nhà sản xuất xe máy nhỏ bé sẽ có ảnh hưởng có ý nghĩa đối với một công ty có quy mô của Volkswagen, nhận xét rằng việc mua lại có "cảm giác chiến lợi phẩm" và "được thúc đẩy bởi niềm đam mê của VW đối với bảng tên thay vì logic công nghiệp hoặc tài chính". Thương hiệu xe hơi hạng sang của Ý Lamborghini đã được củng cố dưới quyền sở hữu của VW. Automobili Lamborghini Sp của AUDI AG's công ty con đã mua lại 100% cổ phần của Ducati Motor Holding Sp A. vào ngày 19 tháng 7 năm 2012 với giá € 747 triệu (909 triệu đô la Mỹ).

### Quyền sở hữu
Từ năm 1926, Ducati đã được sở hữu bởi một số nhóm và công ty.
- 1926 - 1950 - Gia đình Ducati
- 1950 - 1967 - Quản lý Istituto per la Ricostruzione Industriale (IRI) của chính phủ
- 1967 - 1978 - Quản lý EFIM của chính phủ (kiểm soát hoạt động của nhà máy hàng ngày) 
  - 1967 - 1973 - Đứng đầu bởi Giuseppe Montano [7]
  - 1973 - 1978 - Đứng đầu là Cristiano de Eccher [8]
- 1978 - 1985 - Tập đoàn VM
- 1985 - 1996 - Tập đoàn Cagiva
- 1996 - 2005 - Sở hữu và phát hành công khai tại Texas-Pacific Group (có trụ sở tại Hoa Kỳ) 
  - Đứng đầu là CEO Federico Minoli, 1996 - 2001; trở lại cho 2003 - 2007
- 2005 - 2008 - Investindustrial Holdings Sp A.
- 2008 - 2012 - Performance Motorcycles S.p.A.

Một phương tiện đầu tư được hình thành bởi Investindustrial Holdings, BS Investimenti và Bệnh viện của Ontario
- Ngày 19 tháng 7 năm 2012 - hiện tại - Automobili Lamborghini Sp A.

AUDI AG mua lại 100% quyền biểu quyết của Ducati Motor Holding S.p.A. thông qua Automobili Lamborghini S.p.A của Audi - Một công ty con

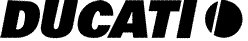
Logo cũ của Ducati được sử dụng từ 1997 đến 2008

Từ những năm 1960 đến 1990, công ty MotoTrans của Tây Ban Nha đã cấp phép cho động cơ Ducati và sản xuất xe máy, mặc dù chúng có sự khác biệt tinh tế, rõ ràng có nguồn gốc từ Ducati. Máy đáng chú ý nhất của MotoTrans là 250 cc 24 Horas (tiếng Tây Ban Nha trong "24 giờ"). 

## Thiết kế xe máy

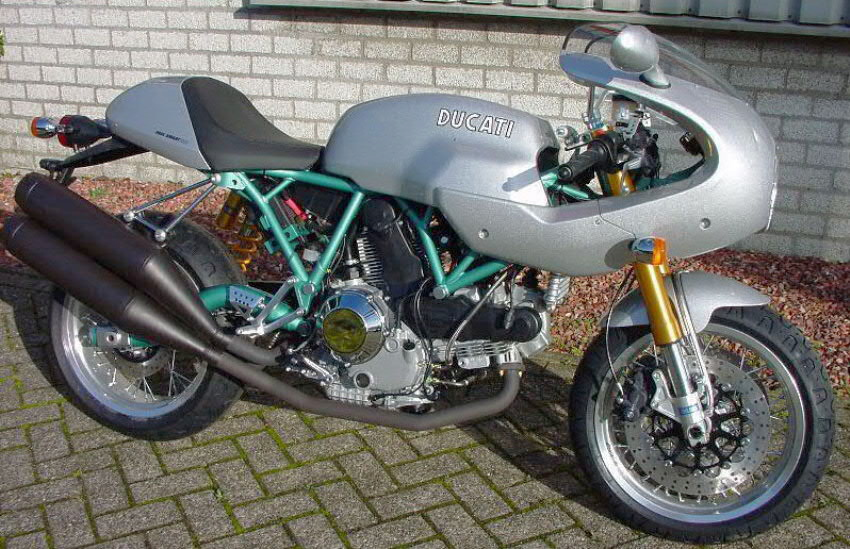
2006 Ducati PaulSmart 1000 LE

Ducati nổi tiếng với những chiếc mô tô hiệu suất cao được đặc trưng bởi động cơ bốn thì, 90 ° V, công suất lớn, với thiết kế van khử lưu huỳnh. Ducati gọi cấu hình này là L-Twin vì một xi lanh thẳng đứng trong khi xi lanh kia nằm ngang, khiến nó trông giống như một chữ cái "L". Ducatis hiện đại vẫn nằm trong số các xe máy hiệu suất vượt trội hiện nay một phần là do thiết kế van khử lưu huỳnh, đã gần 50 năm sử dụng. Van desmodromic được đóng lại với một thùy cam chuyên dụng và nâng lên thay vì lò xo van thông thường được sử dụng trong hầu hết các động cơ đốt trong trong xe tiêu dùng. Điều này cho phép các cam có cấu hình triệt để hơn, do đó mở và đóng van nhanh hơn mà không có nguy cơ phao van, gây mất điện có thể xảy ra khi sử dụng cơ chế đóng "thụ động" trong cùng điều kiện.
Trong khi hầu hết các nhà sản xuất khác sử dụng bộ ly hợp ướt (với các bộ phận kéo sợi được ngâm trong dầu)  Ducati trước đây đã sử dụng bộ ly hợp khô trong nhiều chiếc xe máy của họ. Ly hợp khô giúp loại bỏ tổn thất điện năng do độ nhớt của dầu trên động cơ, mặc dù sự gắn kết có thể không trơn tru như các phiên bản tắm dầu, nhưng các đĩa ly hợp có thể mòn nhanh hơn. Ducati đã chuyển đổi sang bộ ly hợp ướt trên các dòng sản phẩm hiện tại của họ.
Ducati cũng sử dụng rộng rãi khung trellis, mặc dù dự án MotoGP của Ducati đã phá vỡ truyền thống này bằng cách giới thiệu khung sợi carbon cách mạng cho Ducati Desmosedici GP9.

## Lịch sử sản phẩm
Nhà thiết kế chính của hầu hết các xe máy Ducati trong những năm 1950 là Fabio Taglioni (1920 trừ2001). Các thiết kế của ông trải dài từ những cỗ máy xi-lanh đơn nhỏ thành công trong 'cuộc đua đường phố' của Ý cho đến cặp song sinh công suất lớn của thập niên 1980. Ducati giới thiệu Pantah vào năm 1979; động cơ của nó đã được cập nhật vào những năm 1990 trong loạt Ducati SuperSport (SS). Tất cả các động cơ hiện đại của Ducati đều là dẫn xuất của Pantah, sử dụng đai răng để vận hành các van của động cơ. Taglioni đã sử dụng Cavallino Rampante (được xác định là thương hiệu Ferrari) trên chiếc xe máy Ducati của mình, Taglioni đã chọn biểu tượng của lòng dũng cảm và táo bạo này như một dấu hiệu của sự tôn trọng và ngưỡng mộ đối với Francesco Baracca, một phi công lái máy bay chiến đấu trong Thế chiến I 1918.

### Những năm 1970
Vào năm 1973, Ducati đã kỷ niệm chiến thắng năm 1972 tại Imola 200 với mô hình sản xuất khung xanh Ducati 750 SuperSport.
Ducati cũng nhắm đến thị trường offroad với chiếc Regolarità 125 hai thì, chế tạo 3.486 mẫu từ năm 1975 đến 1979, nhưng chiếc xe đạp đã không thành công.
Năm 1975, công ty đã giới thiệu 860 GT, được thiết kế bởi nhà tạo mẫu xe nổi tiếng Giorgetto Giugiaro. Các đường góc cạnh của nó là độc nhất, nhưng tay lái được nâng lên tạo ra một vị trí ngồi không thoải mái ở tốc độ cao và cũng gây ra vấn đề lái.

### Những năm 1980
Động cơ V-twins làm mát bằng chất lỏng, đa van của Ducati, được sản xuất từ năm 1985 trở đi, được gọi là Desmoquattro (" van khử mùi bốn"). Chúng bao gồm 851, 916 và 996, 999 và một vài người tiền nhiệm và dẫn xuất. 

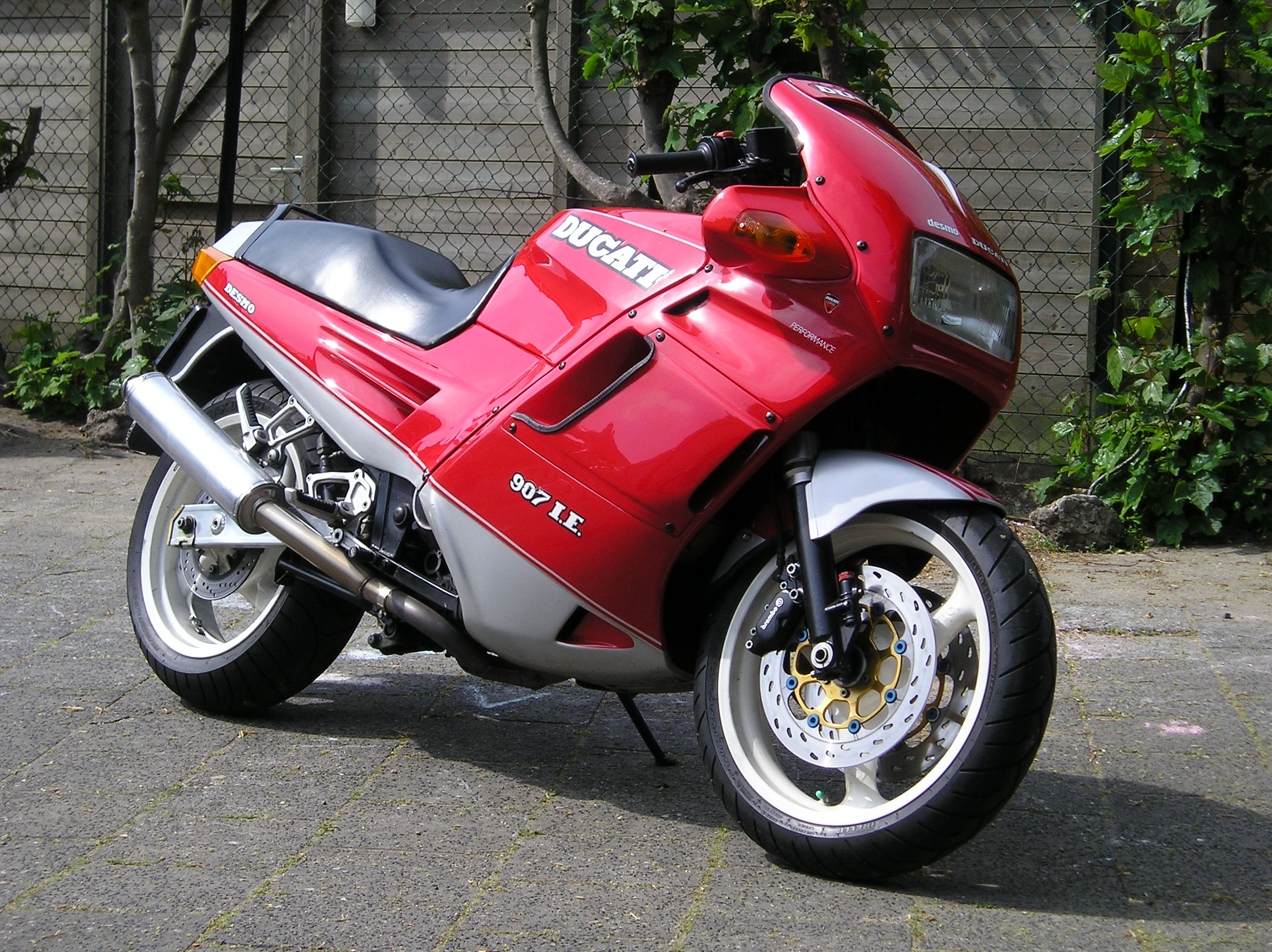
1993 Ducati 907 i.e

Ducati Paso được giới thiệu vào năm 1986 với chiếc Paso 750, tiếp theo là năm 1989 với chiếc Paso 906. Phiên bản cuối cùng xuất hiện vào năm 1991 với 907IE (Iniezione Elettronica), bây giờ không có tên "Paso". Thiết kế đến từ bàn tay của Massimo Tamburini, người cũng đã thiết kế Ducati 916 và MV Agusta F4. The Paso là một chiếc xe đạp "bạn yêu nó, bạn ghét nó" điển hình. Tuy nhiên, tại thời điểm đó, dường như toàn bộ thân xe sẽ là tương lai cho tất cả các xe máy. Thiết kế của Paso đã được sao chép cho Moto Morini Dart 400 và Cagiva Freccia 125. Cùng với Bimota DB1 của Tamburini, họ có ảnh hưởng rất lớn về mặt kiểu dáng.

### Những năm 1990
Vào năm 1993, Miguel Angel Galluzzi đã giới thiệu Ducati Monster, một chiếc xe đạp trần với lưới kéo và động cơ. Ngày nay, Monster chiếm gần một nửa doanh số bán hàng trên toàn thế giới của công ty. Monster đã trải qua nhiều thay đổi nhất của bất kỳ chiếc xe máy nào mà Ducati từng sản xuất.
Năm 1993, Pierre Terblanche, Massimo Bordi và Claudio Domenicali đã thiết kế Ducati Supermono. 550 cc xi lanh đơn "Danh mục Racer" nhẹ. Chỉ có 67 chiếc được sản xuất từ năm 1993 đến 1997.
Năm 1994, công ty đã giới thiệu mẫu Ducati 916 được thiết kế bởi Massimo Tamburini, phiên bản làm mát bằng nước cho phép mức sản lượng cao hơn và thân xe mới nổi bật với những đường nét hung hăng, ống xả nhấp nhô và tay quay một bên. Ducati đã ngừng sản xuất 916, thay thế nó (và phiên bản kế nhiệm của nó, 748,996 và 998) với 749 và 999.

### Những năm 2000
Vào năm 2006, Ducati PaulSmart 1000 LE mang phong cách retro đã được phát hành, chia sẻ các tín hiệu phong cách với SuperSport năm 750 (bản sao nó là bản sao sản xuất của cuộc đua năm 1960 của Paul Smart, 750 Imola Desmo), là một trong những dòng SportClassic đại diện cho 750 GT, 750 Sport và 750 xe máy SuperSport Ducati.
- Monster: 620, 695, 696, 750, 796, 900, S2R, S4R [18]
- Máy bay chiến đấu đường phố S [18]
- ST2, ST3, ST4 [18]
- Các biến thể Paul Smart 1000LE và SportClassic [18]
- SuperSport 750, 900, 1000 [18]
- 748, 749, 848 [18]
- 996, 998, 999, 1098, 1098S, 1098R,[18] 1198
- Desmosedici RR [18]

### Đội hình hiện tại
Monster 
795
796
- 797
- 821
- 821 Stealth
- 1200
- 1200 S
- 1200 R

Multistrada 
- 950
- 950 S
- Ducati Multistrada 1260
- Ducati Multistrada 1260 S

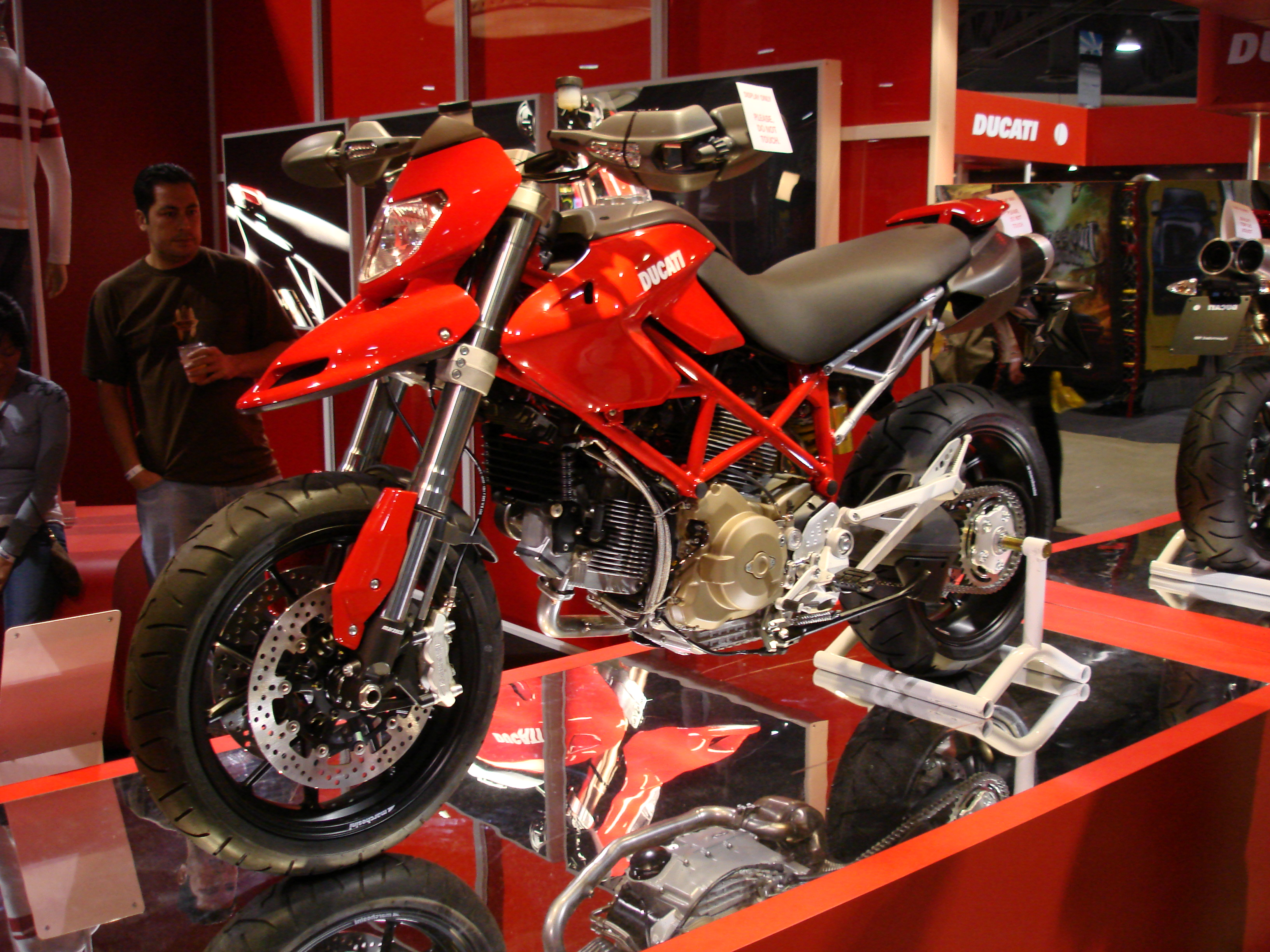
Siêu xe Ducati

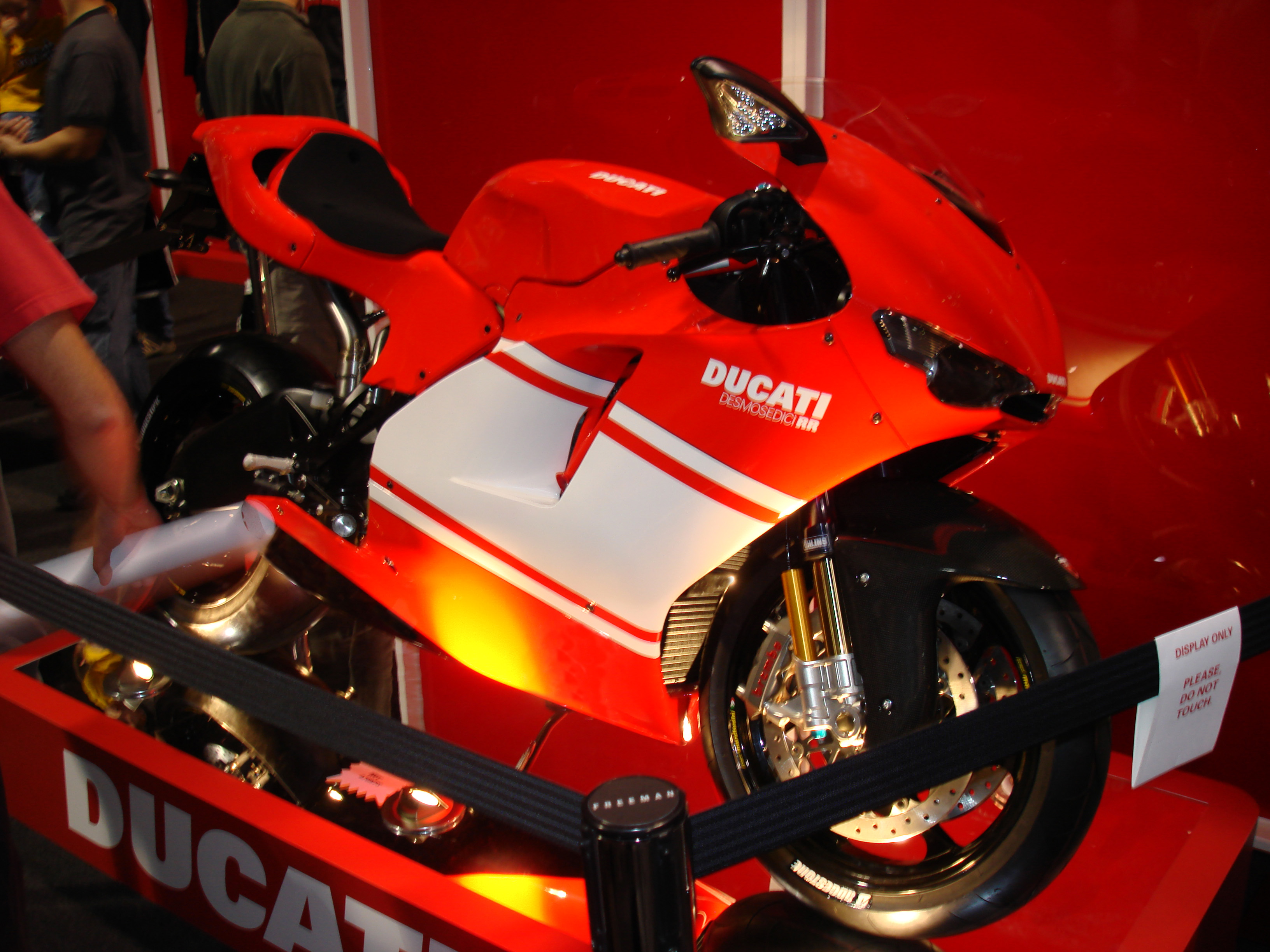
Ducati Desmosedici RR

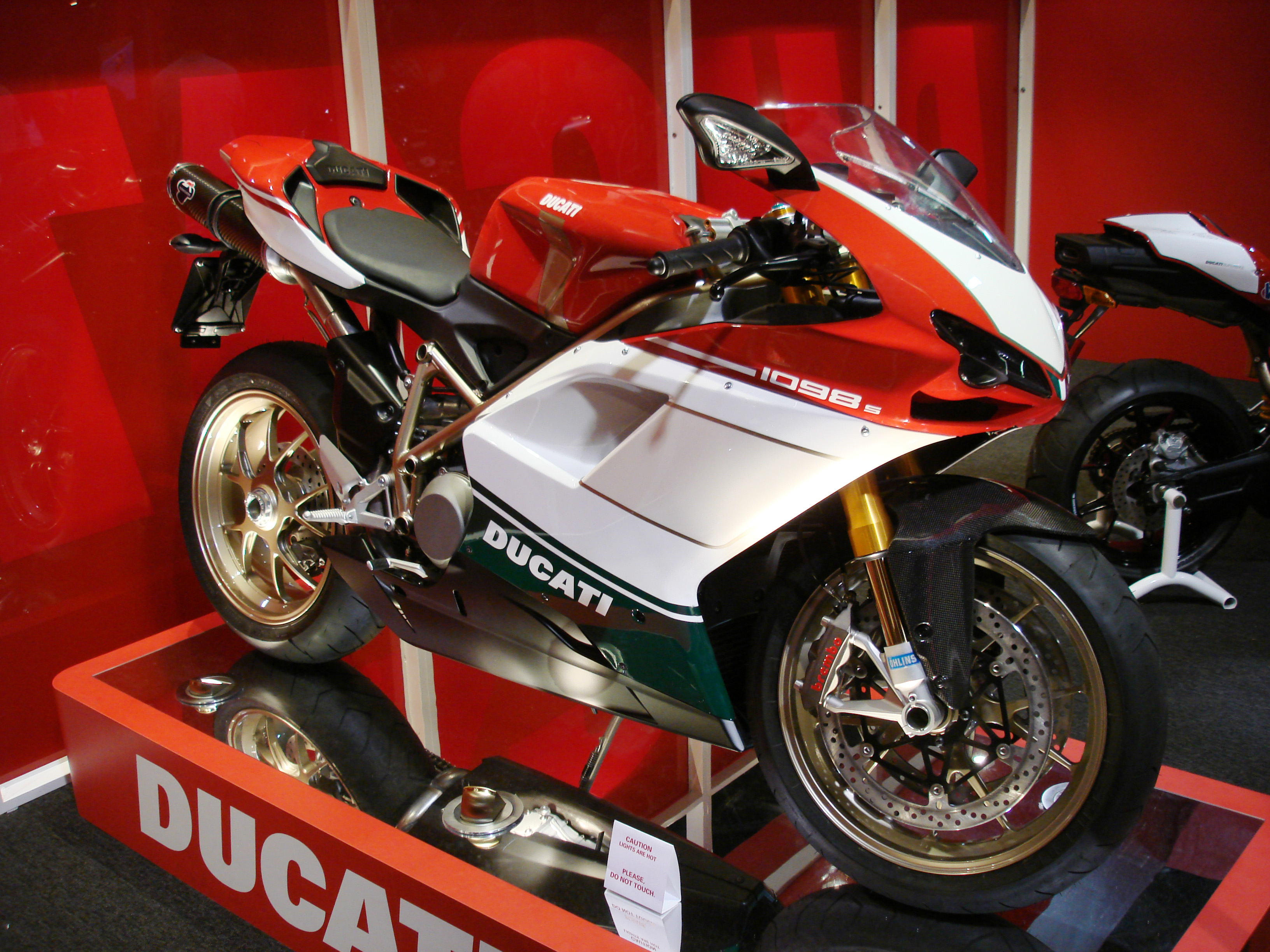
Xe ba bánh Ducati 1098 S

- Ducati Multistrada 1260S Pikes Peak
- 1260 Enduro

Diavel 
- Diavel 1260
- Diavel 1260 S
- XDiavel
- XDiavel S

Siêu xe 
- 959 Panigale
- Panigale 959 Corse
- Panigale V4
- Panigale V4S
- Panigale V4S Đặc biệt
- Panigale V4S Corse
- Panigale V4R
- Superleggera V4

Supersport
- Supersportị
- Supersport S

Hypermotard 
- Hypermotard 950
- Hypermotard 950 SP

Scrambler
- Sixty2
- Icon
- Classic
- Full Throttle
- Cafe Racer
- Desert Sled
- 1100

### Động cơ hiện tại
- Desmodue: Desmodromic hai van, làm mát bằng không khí, L-Twin, góc van bao gồm 60 ° (Scrambler, Monster 659, 797)
- Testastretta 11 °: Desmo bốn van, làm mát bằng chất lỏng, L-Twin, góc chồng chéo van 11 ° (Supersport / Supersport S, Hypermotard / Hyperstrada 939, Multistrada 950, Monster 821)
- Testastretta 11 ° DS: Desmo bốn van, làm mát bằng chất lỏng, L-Twin, góc chồng chéo van 11 °, đánh lửa kép (Monster 1200, Diavel)
- Testastretta 11 ° DVT: Desmo bốn van, làm mát bằng chất lỏng, L-Twin, thời gian van biến thiên, đánh lửa kép (Multistrada 1200 DVT, XDiavel)
- Superquadro: Desmo bốn van, làm mát bằng chất lỏng, L-Twin, 157–205 bhp (117–153 kW) (Panigale 959 & 1299)
- Desmosedici Stradale: Desmo bốn van, làm mát bằng chất lỏng, 90 ° V4 với độ dịch chuyển 1.103 cm³, trục khuỷu quay ngược (214-234 hp) (Panigale V4 / S / R)

### Động cơ quá khứ
- Desmodue Evoluzione: Desmo hai van, làm mát bằng không khí (Hypermotard 1100 Evo, Monster 1100 Evo)
- Desmodue DS: Desmo hai van, làm mát bằng không khí, góc van 56 °, đánh lửa kép (Hypermotard 1100, Multistrada 1000/1100, Monster 1100, Monster S2R 1000, SportClassic GT 1000, SuperSport 1000)
- Desmodue LC: Desmo hai van, làm mát bằng chất lỏng (ST2)
- Desmotre DS: Desmo ba van, làm mát bằng chất lỏng, góc van bao gồm 40 °, đánh lửa kép (ST3)
- Desmoquattro: Desmo bốn van, làm mát bằng chất lỏng, góc van bao gồm 40 °, (851, 888, 916, 996, 748, Monster S4, Monster S4R, ST4, ST4s)
- Testastretta: Desmo bốn van, làm mát bằng chất lỏng, góc van bao gồm 25 °, (996R, 998, 999, 749, Monster S4R Testastretta)
- Testastretta Evoluzione: Desmo bốn van, làm mát bằng chất lỏng, góc van bao gồm 24,3 °, góc chồng chéo van 41 ° (848, 1098/1198, Streetfighter 1098)

## Lịch sử thiết kế xe máy
Ducati đã sản xuất một số kiểu động cơ xe máy, bao gồm thay đổi số lượng xi-lanh, loại truyền động van và cung cấp nhiên liệu. Ducati được biết đến với động cơ V-Twin, được gọi là L-Twin của công ty, đây là động cơ trong phần lớn các xe máy của Ducati. Ducati cũng đã sản xuất động cơ với một, hai, ba hoặc bốn xi-lanh; vận hành bằng van thanh kéo và van đẩy; trục cam đơn, đôi và ba trên không; hai thì và thậm chí ở một giai đoạn chế tạo động cơ diesel nhỏ, nhiều động cơ được sử dụng để cung cấp năng lượng cho thuyền, máy phát điện, máy móc làm vườn và máy bơm khẩn cấp (ví dụ, để chữa cháy). Các động cơ là loạt IS từ 7 đến 22 hp (5,2 đến 16,4 kW) làm mát bằng không khí và dòng DM đôi lớn hơn làm mát bằng nước và không khí. Các động cơ đã được tìm thấy ở tất cả các nơi trên toàn cầu. Wisconsin Diesel thậm chí còn lắp ráp và "huy hiệu" các động cơ ở Mỹ. Họ cũng đã sản xuất động cơ phía ngoài để sử dụng hàng hải. Hiện tại, Ducati không sản xuất động cơ nào khác ngoài xe máy của mình.
Trên các động cơ Ducati hiện tại, ngoại trừ Desmosedici và 1199 Panigale, các van được truyền động bằng trục cam tiêu chuẩn được quay bằng đai thời gian được điều khiển trực tiếp bởi động cơ. Các răng trên vành đai giữ cho ròng rọc ổ trục cam được lập chỉ mục. Trên các động cơ Ducati cũ hơn, trước năm 1986, ổ đĩa là trục rắn được chuyển đến trục cam thông qua các bánh răng cắt xiên. Phương pháp truyền động van này đã được sử dụng trên nhiều xe máy xi-lanh đơn cũ của Ducati - ống trục có thể nhìn thấy ở bên ngoài xi-lanh.
Ducati cũng nổi tiếng với việc sử dụng hệ thống van khử lưu huỳnh do kỹ sư và nhà thiết kế Fabio Taglioni, mặc dù công ty cũng đã sử dụng các động cơ sử dụng lò xo van để đóng van. Trong những ngày đầu, Ducati dành riêng các đầu van khử lưu huỳnh cho xe đạp hiệu suất cao hơn và xe đạp đua của nó. Các van này không bị phao van ở tốc độ động cơ cao, do đó, động cơ khử lưu huỳnh có khả năng quay vòng cao hơn nhiều so với động cơ có cấu hình tương tự với đầu van lò xo truyền thống.
Trong những năm 1960 và 1970, Ducati đã sản xuất một loạt các xe đạp hai thì nhỏ, chủ yếu là phụ 100   dung tích cc. Số lượng lớn của một số mô hình đã được xuất khẩu sang Hoa Kỳ.
Ducati đã sản xuất các loại động cơ xe máy sau đây:
- Single-cylinder,
  - pullrod actuated, 48 cc and 65 cc (Cucciolo)
  - pushrod actuated, 98 and 125 cc
  - two-stroke, 50, 80, 90, 100, 125 cc
  - bevel actuated, spring valved: 98 cc, 100 cc, 125 cc, 160 cc, 175 cc, 200 cc, 239 cc, 250 cc, 350 cc, 450 cc
  - bevel actuated, desmodromic valved: 125 cc, 239 cc, 250 cc, 350 cc and 450 cc
  - belt actuated, desmodromic valved: 549/572 cc Supermono, only 65 made.
- Two-cylinder,
  - bevel actuated, spring valved (V-twin): 750 cc, 860 cc
  - bevel actuated, desmo valved (V-twin): 750 cc, 860 cc, 900 cc, 973 cc (Mille)
  - bevel actuated, desmo valved (parallel twin): 125 cc,
  - chain actuated, spring valved (parallel twin): 350 cc, 500 cc (GTL)
  - chain actuated, desmo valved (parallel twin): 500 cc (500SD)
  - belt actuated, desmo valved (V-twin): Almost all motors since 1986.
- Four-cylinder,
  - gear actuated, desmo valved (V4): Prototype Desmosedici, and Low volume Production Desmosedici RR, 1,500 made
  - pushrod actuated, spring valved (V4): Prototype Apollo, only two made.

## Nhóm người say mê
Một phần quan trọng trong chiến lược tiếp thị của Ducati từ những năm 1990 đã thúc đẩy một bản sắc cộng đồng khác biệt liên quan đến các nỗ lực xây dựng thương hiệu bao gồm các cộng đồng trực tuyến và các câu lạc bộ đam mê Ducati địa phương, khu vực và quốc gia. Có hơn 400 câu lạc bộ Ducati trên toàn thế giới và 20.000 người dùng đã đăng ký trang web Câu lạc bộ chủ sở hữu Ducati và 17.000 người đăng ký vào trang web đua xe. Những người đam mê và người lái được gọi một cách không chính thức trong cộng đồng xe máy là Ducatista (số ít) hoặc Ducatisti (số nhiều).
Ở Bắc Mỹ, có một số tổ chức đam mê Ducati với các mức độ tài trợ nhà máy khác nhau, chẳng hạn như Câu lạc bộ chủ sở hữu Bay Area Desmo (BADOC) nằm trong và xung quanh thành phố San Francisco, CA. DESMO, Tổ chức xe máy thể thao nhiệt tình Ducati, là một nhóm ở Bắc Mỹ liên kết với nhà máy Desmo Owners Club. Một số nhóm tập trung vào Ducatis cổ điển  trong khi một số nhóm chủ yếu dựa hoặc hoàn toàn vào danh sách thảo luận email hoặc diễn đàn web.

## Buôn bán
Ducati có một loạt các phụ kiện, sản phẩm phong cách sống và hàng hóa đồng thương hiệu mang logo và thiết kế của họ. Công ty có thỏa thuận cấp phép với Tumi Inc., ra mắt bộ sưu tập tám kiện hành lý đồng thương hiệu vào năm 2006, được bán thông qua cả hai cửa hàng bán lẻ của thương hiệu.

## Lịch sử đua xe

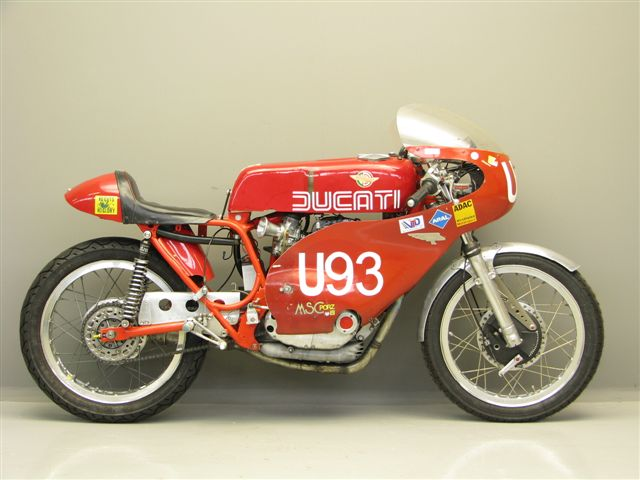
Một chiếc mô tô đua Ducati từ năm 1968

Lịch sử của Ducati với môn đua xe thể thao bắt đầu bằng những kỷ lục tốc độ trên các tay đua nhà máy xe đạp Cucciolo vào năm 1951, sau đó vào năm 1954 với việc đưa Fabio Taglioni tìm thấy một chương trình đua đường trường với 100 Gran Sport. Tính đến  năm 2009, Ducati vẫn đang theo đuổi mô hình kinh doanh "chiến thắng vào Chủ nhật, bán vào thứ Hai" và chi 10% doanh thu của công ty, € 40 triệu, về kinh doanh đua xe của nó.

### Giải vô địch thế giới MotoGP
Ducati tái gia nhập đua xe mô tô Grand Prix năm 2003, sau 30 năm vắng bóng. Vào ngày 23 tháng 9 năm 2007, Casey Stoner đã giành chức vô địch Grand Prix World Championship đầu tiên của anh và Ducati.
Khi Ducati tái gia nhập MotoGP vào năm 2003, MotoGP đã thay đổi quy tắc của mình để cho phép bốn thì 990   động cơ cc để đua. Vào thời điểm đó Ducati là chiếc xe đạp nhanh nhất. Năm 2007, MotoGP đã giảm kích thước động cơ xuống còn 800 cc (49 in khối), và Ducati tiếp tục là người nhanh nhất với một chiếc xe đạp nhanh hơn rõ rệt so với các đối thủ của nó như được Casey Stoner hiển thị trên đường đua với những đường đua dài.
Trong năm 2009, Đội Ducati Marlboro đã vận động chiếc GP9 Desmosedici của họ với các cựu vô địch thế giới Casey Stoner và Nicky Hayden. Ducati cũng đã cung cấp xe đạp của khách hàng cho Pramac Racing, với Mika Kallio và Niccolò Canepa cưỡi cho đội vào năm 2009.
Nhà vô địch thế giới chín lần Valentino Rossi cưỡi ngựa cho Ducati Corse cho mùa giải 2011 và 2012. Rossi trở lại đội đua Yamaha cho mùa giải 2013.
Vào năm 2013, Đội đua Ducati Marlboro đã đua với Nicky Hayden và tay đua người Ý Andrea Dovizioso. Vào năm 2014, Cal Crutchlow đã hợp tác với Dovizioso cho mùa giải, và anh đã rời đi vào cuối năm.
Vào năm 2015, Ducati Marlboro Team, dưới sự kiểm soát của giám đốc đội đua mới Gigi Dall'Igna và Desmosedici GP15 mới, đã đua với hai tay đua người Ý: Andrea Dovizioso và Andrea Iannone. Dovizioso và Iannone trở lại cho một mùa giải khác vào năm 2016 với Michele Pirro là người thử nghiệm chính thức. Cũng như vậy, Casey Stoner cũng đã thử nghiệm máy móc của Ducati trong mùa giải. Trong năm 2017, Ducati Marlboro đội sẽ đua nhau mùa với Andrea Dovizioso và đồng đội mới của mình Jorge Lorenzo, người đã gia nhập đội Ducati từ Yamaha Factory Racing với một hợp đồng hai mùa. 
| Năm  | Quán quân                    | Xe máy                 |
| ---- | ---------------------------- | ---------------------- |
| 2007 | liên_kết=\|viền Casey Stoner | Ducati Desmosedici GP7 |

### Giải vô địch thế giới Superbike (SBK)
Công ty đã giành được 14 giải vô địch thế giới tay đua và 17 nhà sản xuất giải vô địch thế giới, cạnh tranh kể từ khi loạt phim bắt đầu vào năm 1988. Vào cuối năm 2015, Ducati đã tích lũy được 318 chiến thắng, nhiều hơn bất kỳ nhà sản xuất nào khác tham gia vào chức vô địch. 
| Năm  | Quán quân                         | Xe máy      |
| ---- | --------------------------------- | ----------- |
| 1990 | liên_kết=\|viền Raymond Roche     | Ducati 851  |
| 1991 | liên_kết=\|viền Doug Polen        | Ducati 888  |
| 1992 | liên_kết=\|viền Doug Polen        | Ducati 888  |
| 1994 | liên_kết=\|viền Carl Fogarty      | Ducati 916  |
| 1995 | liên_kết=\|viền Carl Fogarty      | Ducati 916  |
| 1996 | liên_kết=\|viền Corser            | Ducati 916  |
| 1998 | liên_kết=\|viền Carl Fogarty      | Ducati 916  |
| 1999 | liên_kết=\|viền Carl Fogarty      | Ducati 996  |
| 2001 | liên_kết=\|viền Thành phố Bayliss | Ducati 996R |
| 2003 | liên_kết=\|viền Neil Hodgson      | Ducati 999  |
| 2004 | liên_kết=\|viền James Toseland    | Ducati 999  |
| 2006 | liên_kết=\|viền Thành phố Bayliss | Ducati 999  |
| 2008 | liên_kết=\|viền Thành phố Bayliss | Ducati 1098 |
| 2011 | liên_kết=\|viền Carlos Checa      | Ducati 1098 |

Ducati cũng đã giành được chức vô địch thế giới của nhà sản xuất trong nhiều năm 1991.

### Giải vô địch thế giới Supersport
| Năm  | Quán quân                    | Xe máy     |
| ---- | ---------------------------- | ---------- |
| 1997 | liên_kết=\|viền Paolo Casoli | Ducati 748 |

### FIM Superstock 1000 Cup
| Năm  | Quán quân                             | Xe máy                 |
| ---- | ------------------------------------- | ---------------------- |
| 2007 | liên_kết=\|viền Niccolò Canepa        | Ducati 1098S           |
| 2008 | liên_kết=\|viền Brendan Roberts       | Ducati 1098R           |
| 2009 | liên_kết=\|viền Xavier Siméon         | Ducati 1098R           |
| 2011 | liên_kết=\|viền Davide Giugliano      | Ducati 1098R           |
| 2014 | liên_kết=\|viền Leandro Mercado       | Ducati 1199 Panigale R |
| 2017 | liên_kết=\|viền Michael Ruben Rinaldi | Ducati 1199 Panigale R |

Ducati cũng đã giành được chức vô địch của các nhà sản xuất trong các năm 2008.

### Giải vô địch Superbike Anh
Ducati đã vô địch Superbike Championship mười lần. 
| Năm  | Quán quân                         | Xe máy       |
| ---- | --------------------------------- | ------------ |
| 1995 | liên_kết=\|viền Steve Hislop      | Ducati 916   |
| 1999 | liên_kết=\|viền Thành phố Bayliss | Ducati 996   |
| 2000 | liên_kết=\|viền Neil Hodgson      | Ducati 996   |
| 2001 | liên_kết=\|viền John Reynold      | Ducati 996   |
| 2002 | liên_kết=\|viền Steve Hislop      | Ducati 998   |
| 2003 | liên_kết=\|viền Shane Byrne       | Ducati 998   |
| 2005 | liên_kết=\|viền Gregorio Lavilla  | Ducati 999   |
| 2008 | liên_kết=\|viền Shane Byrne       | Ducati 1098  |
| 2016 | liên_kết=\|viền Shane Byrne       | Ducati 1199R |
| 2017 | liên_kết=\|viền Shane Byrne       | Ducati 1199R |

### Giải vô địch siêu xe AMA
Trong AMA Superbike Championship, Ducati đã có một phần thành công, với Doug Polen đã giành được danh hiệu vào năm 1993 và Troy Corser vào năm sau đó vào năm 1994. Ducati đã bước vào một chiếc xe đạp trong mỗi mùa Superbike AMA kể từ năm 1986, nhưng đã rút khỏi loạt sau mùa giải 2006.
| Năm  | Quán quân                  | Xe máy     |
| ---- | -------------------------- | ---------- |
| 1993 | liên_kết=\|viền Doug Polen | Ducati 888 |
| 1994 | liên_kết=\|viền Corser     | Ducati 888 |

Ducati đã có một vị trí quan trọng trong lịch sử đua xe Superbike sớm ở Hoa Kỳ và ngược lại: Năm 1977, các biên tập viên tạp chí <i id="mwAxI">Chu kỳ</i> Cook Neilson và Phil Schilling đã đưa chiếc Ducati 750SS lên vị trí đầu tiên tại Daytona trong mùa đua thứ hai của AMA Superbike. "Neilson đã nghỉ hưu từ đua xe vào cuối năm, nhưng chiếc xe đạp mà anh ấy và Schilling chế tạo - có biệt danh Old Blue vì màu xanh da trời - đã trở thành một huyền thoại", Richard Backus từ Motorcycle Classics nói: "Một huyền thoại lớn như thế nào? Đủ lớn để Ducati hợp tác với nhà xây dựng đặc biệt NCR của Ý để tạo ra một bản cập nhật phiên bản giới hạn, New Blue, dựa trên Sport 1000S 2007, và đủ lớn để truyền cảm hứng cho phi hành đoàn tại Bảo tàng Barber Vintage Motorsports (xem Công viên Barber Motorsports), được cho là một trong những bảo tàng xe máy quan trọng nhất trên thế giới, để ủy quyền cho chuyên gia Ducati Rich Lambrechts chế tạo một bản sao từng tia cho bộ sưu tập của mình. Tên xe đạp đã hoàn thành? Deja Blue. " 

### Giải vô địch Superbike Úc
| Năm  | Quán quân                    | Xe máy       |
| ---- | ---------------------------- | ------------ |
| 1999 | liên_kết=\|viền Steve Martin | Ducati 996RS |

### Công thức TT
Danh hiệu thế giới đầu tiên của Ducati là Giải vô địch thế giới Công thức 1 năm 1978, đạt được nhờ chiến thắng của Mike Hailwood tại Isle of Man TT. Từ năm 1981 đến 1984 Tony Rutter đã giành được bốn giải vô địch thế giới Công thức 2 cưỡi xe đạp Ducati. 
| Năm  | Lớp học | Quán quân                     | Xe máy                |
| ---- | ------- | ----------------------------- | --------------------- |
| 1978 | F1      | liên_kết=\|viền Mike Hailwood | Ducati NCR 900 SS TT1 |
| 1981 | F2      | liên_kết=\|viền Tony Rutter   | Ducati 600 TT2        |
| 1982 | F2      | liên_kết=\|viền Tony Rutter   | Ducati 600 TT2        |
| 1983 | F2      | liên_kết=\|viền Tony Rutter   | Ducati 600 TT2        |
| 1984 | F2      | liên_kết=\|viền Tony Rutter   | Ducati 600 TT2        |